# Heliophila

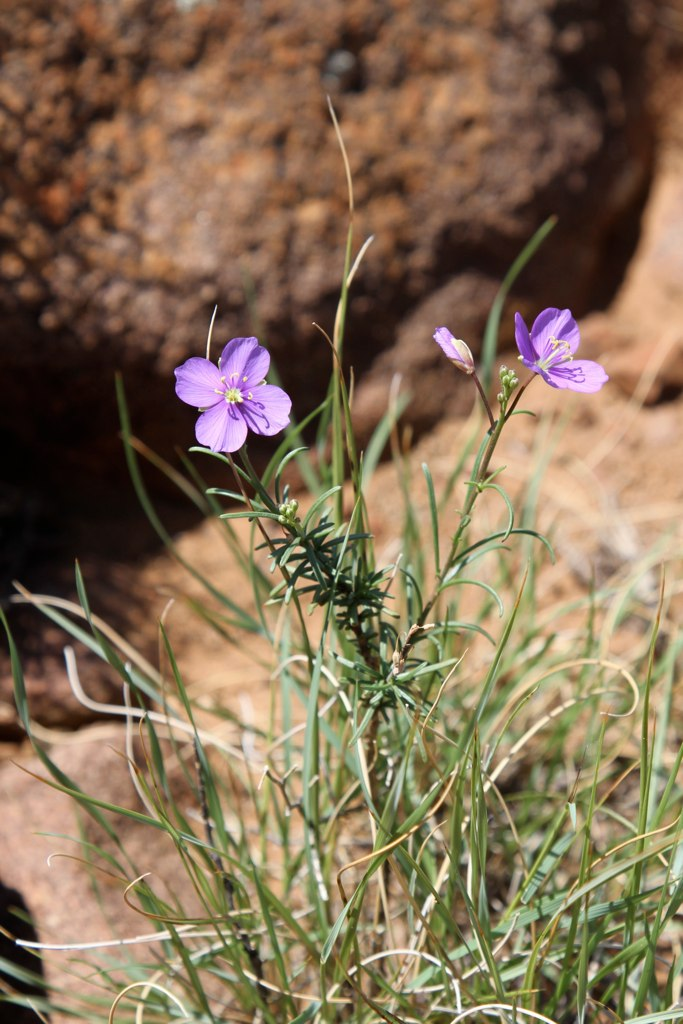
Heliophila suavissima

Heliophila – rodzaj roślin z rodziny kapustowatych Brassicaceae. Należy do niego 97 gatunków występujących w południowej Afryce, z których część rośnie introdukowana także w zachodniej Australii. Niektóre gatunki uprawiane są jako rośliny ozdobne. Najbardziej popularny jest H. longifolia o okazałych niebieskich kwiatach.

## Morfologia

Heliophila africana

PokrójRośliny jednoroczne i byliny, rzadziej półkrzewy, krzewy (H. galuca to krzew osiągający 2 m wysokości) i liany (H. scandens ma drewniejące pędy wspinające się na wysokość do 3 m). Pędy ich są nagie i często sino nabiegłe lub owłosione. Gdy występują włoski są one proste, jednokomórkowe.
LiścieŁodygowe siedzące lub ogonkowe, skrętoległe, choć rzadko bywają też naprzeciwległe, całobrzegie, ząbkowane lub pierzasto wcinane.
KwiatyZebrane w grona luźne lub skupione w formie baldachogrona. Działki kielicha 4, podnoszące się, z jedną parą działek czasem rozdętą. Płatki korony 4, białe, niebieskie, purpurowe lub różowe, jajowate, czasem z paznokciem. Pręciki z podługowatymi lub równowąskimi pylnikami. Szyjka słupka krótka lub długa, z całobrzegim znamieniem, z 2–70 zalążkami.
OwoceŁuszczynki lub łuszczyny równowąskie do zaokrąglonych, przewęziste lub walcowate, gładkie lub pomarszczone.

## Systematyka
Pozycja systematyczna według APweb (aktualizowany system APG IV z 2016)
Rodzaj z monotypowego plemienia Heliophileae z rodziny kapustowatych Brassicaceae.
Wykaz gatunków
- Heliophila acuminata Steud.
- Heliophila adpressa O.E.Schulz
- Heliophila affinis Sond.
- Heliophila africana (L.) Marais
- Heliophila agtertuinensis (O.E.Schulz) Al-Shehbaz
- Heliophila alpina Marais
- Heliophila amplexicaulis L.f.
- Heliophila arenaria Sond.
- Heliophila arenosa Schltr.
- Heliophila astyla Al-Shehbaz
- Heliophila biseriata Al-Shehbaz
- Heliophila brachycarpa Meisn.
- Heliophila brassicifolia Eckl. & Zeyh.
- Heliophila bulbostyla P.E.Barnes
- Heliophila callosa (L.f.) DC.
- Heliophila carnosa (Thunb.) Steud.
- Heliophila cedarbergensis Marais
- Heliophila cinerea Marais
- Heliophila clarkii Al-Shehbaz
- Heliophila collina O.E.Schulz
- Heliophila concatenata Sond.
- Heliophila cornellsbergia B.J.Pienaar & Nicholas
- Heliophila cornuta Sond.
- Heliophila coronopifolia L.
- Heliophila crassistyla Al-Shehbaz
- Heliophila crithmifolia Willd.
- Heliophila cuneata Marais
- Heliophila decurva Schltr.
- Heliophila deserticola Schltr.
- Heliophila diffusa DC.
- Heliophila digitata L.f.
- Heliophila dregeana Sond.
- Heliophila elata Sond.
- Heliophila elongata (Thunb.) DC.
- Heliophila ephemera P.A.Bean
- Heliophila esterhuyseniae Marais
- Heliophila eximia Marais
- Heliophila filicaulis Marais
- Heliophila florulenta Sond.
- Heliophila formosa Hilliard & B.L.Burtt
- Heliophila gariepina Schltr.
- Heliophila glabrescens (O.E.Schulz) Al-Shehbaz
- Heliophila glauca Burch. ex DC.
- Heliophila goldblattii Al-Shehbaz
- Heliophila hurkana Al-Shehbaz & Mumm.
- Heliophila juncea (P.J.Bergius) Druce
- Heliophila katbergensis Marais
- Heliophila laciniata Marais
- Heliophila lactea Schltr.
- Heliophila leptophylla Schltr.
- Heliophila linearis DC.
- Heliophila linoides Schltr.
- Heliophila macowaniana Schltr.
- Heliophila macra Schltr.
- Heliophila macrosperma Burch. ex DC.
- Heliophila magaliesbergensis Al-Shehbaz
- Heliophila maraisiana Al-Shehbaz & Mumm.
- Heliophila meyeri Sond.
- Heliophila minima (Stephens) Marais
- Heliophila minor (Marais) Al-Shehbaz
- Heliophila monosperma Al-Shehbaz & Mumm.
- Heliophila namaquana Bolus
- Heliophila namaquensis (Marais) Al-Shehbaz & Mumm.
- Heliophila nubigena Schltr.
- Heliophila obibensis Marais
- Heliophila patens Oliv.
- Heliophila pectinata Burch. ex DC.
- Heliophila pendula Willd.
- Heliophila pinnata L.f.
- Heliophila polygaloides Schltr.
- Heliophila promontorii Marais
- Heliophila pseudoeximia Al-Shehbaz
- Heliophila pubescens Burch. ex Sond.
- Heliophila pusilla L.f.
- Heliophila ramosissima O.E.Schulz
- Heliophila refracta Sond.
- Heliophila remotiflora O.E.Schulz
- Heliophila rigidiuscula Sond.
- Heliophila rimicola Marais
- Heliophila roggeveldensis Al-Shehbaz
- Heliophila scabrida Schltr.
- Heliophila scandens Harv.
- Heliophila schulzii Marais
- Heliophila scoparia Burch. ex DC.
- Heliophila seselifolia Burch. ex DC.
- Heliophila suavissima Burch. ex DC.
- Heliophila suborbicularis Al-Shehbaz & Mumm.
- Heliophila subulata Burch. ex DC.
- Heliophila tabularis Dod
- Heliophila thunbergii Steud.
- Heliophila tricuspidata Schltr.
- Heliophila trifurca Burch. ex DC.
- Heliophila tulbaghensis Schinz
- Heliophila variabilis Burch. ex DC.
- Heliophila verna Al-Shehbaz
- Heliophila vlokii Al-Shehbaz
- Heliophila xylopoda Al-Shehbaz